# Chihuahua (municipi)
Chihuahua és un municipi de l'estat de Chihuahua. Ciutat de Chihuahua és el cap de municipi i principal centre de població d'aquesta municipalitat. Aquest municipi és a la part sud de l'estat de Guerrero. Limita al nord amb els municipis de Cuautemoc, al sud amb Delicias, a l'oest amb Riva Palacio i a l'est amb Ojinaga.